# Quark
|  | Per a altres significats, vegeu «Quark (formatge)». |

|  | Per a altres significats, vegeu «Quark (programa de televisió)». |

En física de partícules, un quark és una partícula elemental i un component fonamental de la matèria. Els quarks es combinen per formar partícules compostes anomenades hadrons, els més estables dels quals són els protons i els neutrons, els components dels nuclis atòmics. A causa d'un fenomen conegut com a confinament de color, els quarks no es poden observar directament ni es troben en solitari; es poden trobar només a dins d'hadrons, com ara els barions (dels quals, els protons i els neutrons en són exemples) i els mesons. Per aquest motiu, la major part d'informació sobre els quarks s'ha extret d'observacions dels mateixos hadrons. Només en situacions d'altes temperatures i/o densitats, els quarks esdevenen quasi-lliures dins una fase deconfinada del plasma de quarks i gluons.
Els quarks tenen una sèrie de propietats intrínseques, entre aquestes càrrega elèctrica, massa, càrrega de color i espín. Els quarks són les úniques partícules elementals del model estàndard de física de partícules que experimenten les quatre forces fonamentals (electromagnetisme, gravetat, força nuclear forta i força nuclear feble), així com les úniques partícules amb una càrrega elèctrica que és una fracció de la càrrega elèctrica elemental (+2⁄3 o -1⁄3).
Hi ha sis tipus de quarks, coneguts com a sabors: u, d, s, c, b i t. Els quarks u i d tenen les menors masses d'entre tots els quarks. Els quarks més pesants canvien ràpidament cap a quarks u i d amb un procés de desintegració de partícules: la transformació d'un estat més alt de massa cap a un estat més baix de massa. Per aquest motiu, els quarks u i d són generalment estables i els més comuns de l'univers, mentre que els quarks estrany, encant, fons i cim només es poden produir en col·lisions altament energètiques (com ara, les que involucren rajos còsmics i en acceleradors de partícules). Per cada sabor de quark existeix una antipartícula corresponent, coneguda com a antiquark, que només difereix del quark en què algunes de les seves propietats tenen la mateixa magnitud, però signe oposat.
El model de quarks fou proposat de forma independent pels físics Murray Gell-Mann i George Zweig el 1964. Els quarks foren introduïts com a parts d'un model esquemàtic dels hadrons i hi hagué poques proves de la seva existència física fins als experiments de dispersió inelàstica profunda duts a terme al SLAC National Accelerator Laboratory el 1968. Els experiments de l'accelerador han proveït evidència per als sis sabors. El quark cim fou l'últim a ser descobert al Fermilab el 1995.

## Classificació

Sis de les partícules del model estàndard són quarks (en lila). Cada una de les tres primeres columnes forma una generació de matèria

Esquema d'un neutró format per un quark amunt (u) i dos quarks avall (d), units per la força nuclear forta.

Un pió positiu (π^{+}) és una partícula formada per un quark amunt (u) i un antiquark avall units per la força nuclear forta

El model estàndard de física de partícules és el marc teòric que descriu totes les partícules elementals conegudes. Aquest model conté sis sabors de quarks (q), anomenats dalt (u), baix (d), estrany (s), encant (c), fons (b) i cim (t). Les antipartícules dels quarks s'anomenen antiquarks i es denoten amb una ratlla sobre el símbol del quark corresponent (per exemple, u per antiquark dalt). Com passa amb l'antimatèria en general, els antiquarks tenen la mateixa massa, temps de vida mitjà i espín que els seus quarks respectius, però la càrrega elèctrica i d'altres càrregues tenen el signe oposat.
Els quarks són partícules amb 1⁄2 d'espín, la qual cosa implica que són fermions segons el teorema d'estadística de l'espín. Estan sotmesos al principi d'exclusió de Pauli, que enuncia que no hi pot haver dos fermions idèntics ocupant simultàniament el mateix estat quàntic. Això contrasta amb els bosons (partícules amb espín enter), dels quals n'hi pot haver qualsevol quantitat en el mateix estat. A diferència dels leptons, els quarks contenen càrrega de color, la qual cosa els immergeix en la força nuclear forta. L'atracció resultant entre els diferents quarks provoca la formació de partícules compostes conegudes com a hadrons.
Els quarks que determinen els nombres quàntics reben el nom de quarks de valència; a part d'aquests, qualsevol hadró pot contenir un nombre indefinit de quarks virtuals, antiquarks i gluons que no influeixen en els seus nombres quàntics. Hi ha dues famílies d'hadrons: barions, amb tres quarks de valència, i mesons, amb un quark de valència i un antiquark. Els barions més comuns són el protó i el neutró, els blocs de construcció del nucli atòmic. Es coneix un gran nombre d'hadrons (vegeu Llista de barions i Llista de mesons), la majoria dels quals es diferencien pels quarks que els constitueixen i les propietats que aquests els atorguen. L'existència d'hadrons «exòtics» amb més quarks de valència, com ara els tetraquarks (qqqq) i els pentaquarks (qqqqq), s'ha conjecturat però no s'ha demostrat. Tanmateix, el 13 de juliol de 2015 l'experiment LHCb al CERN va reportar resultats consistents amb els estats dels pentaquarks.
Els fermions elementals s'agrupen en tres generacions, cada una de les quals comprèn dos leptons i dos quarks. La primera generació inclou els quarks dalt i baix, el segon els quarks estrany i encant i el tercer els quarks fons i cim. Totes les cerques d'una quarta generació de quarks i d'altres fermions elementals han fallat i hi ha proves indirectes de pes que no n'existeixen més de tres generacions. Generalment, les partícules de les generacions més altes tenen més massa i menor estabilitat, fent que es desintegrin en partícules de generacions més baixes mitjançant la força nuclear feble. Comunament, en la natura, només podem trobar quarks de primera generació (dalt i baix). Els quarks més pesants només es poden crear en col·lisions altament energètiques (com les que involucren raigs còsmics) i es desintegren ràpidament; tanmateix, es creu que hi eren presents durant les primeres fraccions de segon posteriors al big-bang, quan l'univers estava en una fase extremadament calenta i densa (l'època dels quarks). Els estudis de quark més pesants es condueixen en condicions creades artificialment, com ara en acceleradors de partícules.
Els quarks tenen càrrega elèctrica, massa, càrrega de color i sabor; en conseqüència, són les úniques partícules conegudes que experimenten les quatre forces fonamentals de la física contemporània: electromagnetisme, gravitació, força nuclear forta i força nuclear feble. La gravitació és prou dèbil per a ser irrellevant en interaccions individuals entre partícules, excepte en casos extrems d'energia (energia de Planck) i de distància (longitud de Planck). No obstant això, com que no hi ha cap teoria convincent de la gravetat quàntica, la gravitació no està descrita per al model estàndard.
Vegeu la taula de propietats de més avall per un sumari complet de les característiques dels sis sabors de quarks.

## Història
El model de quarks va ser proposat de forma independent pels físics Murray Gell-Mann i George Zweig el 1964. La proposta va arribar poc després que Gell-Mann formulàs un sistema de classificació de partícules conegut com a camí òctuple –o, més tècnicament, simetria de sabor SU(3). El físic Yuval Ne'eman va desenvolupar paral·lelament un esquema similar al camí òctuple aquell mateix any.

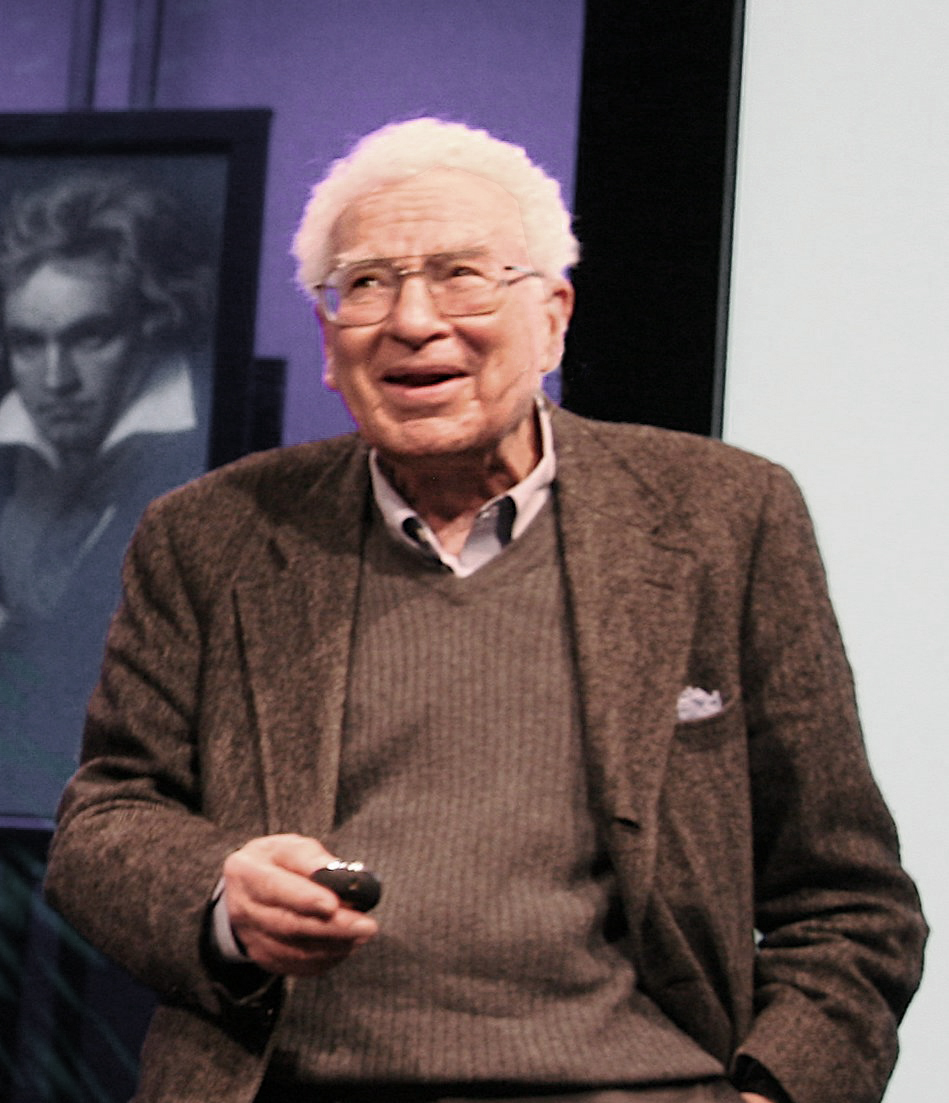
Murray Gell-Mann, juntament amb George Zweig, proposà el model de quarks el 1964

Quan es va concebre la teoria dels quarks, el «zoo de partícules» (el conjunt de suposades partícules elementals) incloïa, entre d'altres, una multitud d'hadrons. Gell-Mann i Zweig postularen que no eren partícules elementals, sinó combinacions de quarks i antiquarks. El model descrivia tres sabors de quark: dalt, baix i estrany, als quals hi adscrigueren propietats com espín i càrrega elèctrica. La reacció inicial de la comunitat física envers la proposta va ser mixta. Hi havia cert debat sobre si el quark era una vertadera entitat física o una mera abstracció utilitzada per explicar conceptes desconeguts a l'època.
En menys d'un any, es proposaren extensions al model de Gell-Mann-Zweig. Sheldon Lee Glashow i James Bjorken predigueren l'existència d'un quart sabor de quark, que anomenaren «encant». L'afegitó es va proposar perquè permetia una millor descripció de la força nuclear feble (el mecanisme que permet als quarks desintegrar-se), igualava el nombre de quarks al nombre llavors conegut de leptons i implicava una fórmula màssica que reproduïa correctament les masses dels mesons coneguts.
El 1968, experiments de dispersió inelàstica profunda al Stanford Linear Accelerator Center (SLAC) mostraren que el protó contenia objectes puntuals molt més petits i que per tant no era una partícula elemental. Aleshores els físics eren reticents d'identificar aquests objectes com a quarks, anomenant-los partons (terme encunyat per Richard Feynman). Els objectes observats al SLAC s'identificarien com a quarks dalt i baix més endavant, així com es conegueren els altres sabors de quark. En tot cas, el terme «partó» se segueix emprant com a nom col·lectiu pels constituents dels hadrons (quarks, antiquarks i gluons).
L'existència del quark estrany es va validar indirectament als experiments de dispersió del SLAC; no només era un component necessari del model de Gell-Mann i Zweig de tres quarks, sinó que a més proporcionava una explicació pels hadrons de kaons (K) i pions (π) descoberts a rajos còsmics el 1947.
En un document del 1970, Glashow, John Iliopoulos i Luciano Maiani presentaren l'anomenat mecanisme GIM per explicar la no observació experimental de corrents neutrals amb canvis de sabor. Aquest model teòric requeria l'existència de l'encara no descobert quark encant. El nombre de sabors teoritzats augmentà fins als sis actuals el 1973, quan Makoto Kobayashi i Toshihide Maskawa notaren que l'observació experimental de la violació CP es podia explicar si existís un altre parell de tipus de quark.
Es produïren quarks encant de forma gairebé simultània per dos equips el novembre de 1974 (Revolució de Novembre), un a SLAC sota la direcció de Burton Richter i un al Brookhaven National Laboratory sota la de Samuel Chao Chung Ting. Els quarks encant s'observaren lligats amb antiquarks encant als mesons. Els dos equips assignaren al mesó descobert dos símbols diferents, J i ψ, per la qual cosa passà a conèixer-se formalment com a mesó J/ψ. El descobriment va convèncer finalment als físics de la validesa del model de quarks.
En els anys següents aparegué un seguit de suggeriments per a estendre el model de quarks a sis quarks. D'aquests, el document de 1975 per Haim Harari fou el primer en encunyar els termes cim i fons per referir-se als quarks addicionals.
El 1977 un equip liderat per Leon Lederman observà el quark fons al Fermilab. Això va ser un fort indicador de la probable existència del quark cim: sense el quark cim, el quark fons estaria desaparellat. Tanmateix, no va ser fins al 1995 quan s'observà per primera vegada el quark cim, a càrrec dels equips CDF i D0 al Fermilab. Tenia una massa molt més gran de l'esperada, gairebé tant com la d'un àtom d'or.

## Propietats

### Càrrega elèctrica
Els quarks tenen càrregues elèctriques fraccionàries: 1⁄3 o 2⁄3 vegades la càrrega elemental (e), segons el sabor. Els quarks dalt, encant i cim (col·lectivament anomenats quarks de tipus dalt) tenen una càrrega de +2⁄3 e, mentre que els quarks baix, estrany i fons (quarks de tipus baix) la tenen de −1⁄3 e. Els antiquarks tenen la càrrega oposada dels seus respectius tipus; els antiquarks de tipus dalt tenen càrregues de −2⁄3 e i els de tipus baix de +1⁄3 e. Com que la càrrega elèctrica d'un hadró és la suma de les càrregues dels quarks que el constitueixen, tots els hadrons tenen càrregues enteres: la combinació de tres quarks (barions), tres antiquarks (antibarions) o un quark i un antiquark (mesons) sempre resulten en un nombre enter de vegades la càrrega elemental. Per exemple, els hadrons que constitueixen els nuclis atòmics, els neutrons i els protons, tenen càrregues de 0 e i +1 e respectivament; un neutró es compon per dos quarks baix i un quark dalt i un protó de dos quarks dalt i un quark baix.

### Espín
L'espín és una propietat intrínseca de les partícules elementals i la seva direcció és un grau de llibertat important. Sovint es visualitza com la rotació d'un objecte al voltant del seu propi eix, encara que aquesta noció és en certa manera equívoca a escala subatòmica, ja que es creu que les partícules elementals són puntuals.
L'espín es pot representar com un vector la longitud del qual es mesura en unitats de la constant reduïda de Planck, ħ (llegida «h barra»). Pels quarks, la mesura de la component del vector espín al llarg d'un eix qualsevol només pot prendre els valors +ħ/2 o −ħ/2; per aquesta raó els quarks es classifiquen com a partícules d'espín-1⁄2. La component de l'espín al llarg d'un eix donat –per convenció l'eix z– sovint es denota amb una fletxa cap amunt ↑ pel valor +1⁄2 i amb una fletxa cap avall ↓ pel valor −1⁄2, situada després del símbol del sabor en qüestió. Per exemple, un quark dalt amb un espín de +1⁄2 al llarg de l'eix z es denotaria per u↑.

### Força nuclear feble

Diagrama de Feynman de la desintegració beta amb el temps fluint cap amunt. La matriu CKM codifica la probabilitat d'aquesta i altres desintegracions de quarks.

Un quark d'un cert sabor es pot transformar en un quark d'un altre sabor només a través de la força nuclear feble, una de les quatre forces fonamentals de la física de partícules. A través de l'absorció o l'emissió d'un bosó W, qualsevol quark de tipus dalt (quarks dalt, encant i cim) es pot convertir en qualsevol quark de tipus baix (quark baix, estrany i fons) i viceversa. Aquest mecanisme de transformació de sabor causa el procés radioactiu de desintegració beta, en què un neutró (n) es «divideix» en un protó (p), un electró (e-) i un antineutrí electrònic (νe), com s'aprecia a la imatge. Això passa quan un dels quarks baix del neutró (udd) es desintegra en un quark dalt emetent un bosó W- virtual, transformant el neutró en un protó (uud). Seguidament el bosó W- es desintegra en un electró i un antineutrí electrònic.
| n   | → | p   | + | e- | + | νe | (Desintegració beta en notació hadrònica) |
| udd | → | uud | + | e- | + | νe | (Desintegració beta en notació de quarks) |

Tant la radioactivitat beta com el seu invers s'empren de forma rutinària en medicina en tomografies per emissió de positrons (TEP) i en experiments que involucren la detecció de neutrins.

Les forces de les interaccions febles entre els sis tipus de quark. La «intensitat» de les línies ve determinada pels elements de la matriu CKM.

Tot i que el procés de transformació de sabors és el mateix per tots els quarks, cada quark té preferència per transformar-se en el quark de la seva pròpia generació. Les tendències relatives de totes les transformacions de sabor es descriuen a través d'una taula matemàtica, anomenada matriu Cabibbo-Kobayashi-Maskawa (matriu CKM). Expressades de forma unitària, les magnituds de les entrades de la matriu CKM són:
{\displaystyle {\begin{bmatrix}|V_{\mathrm {ud} }|&|V_{\mathrm {us} }|&|V_{\mathrm {ub} }|\\|V_{\mathrm {cd} }|&|V_{\mathrm {cs} }|&|V_{\mathrm {cb} }|\\|V_{\mathrm {td} }|&|V_{\mathrm {ts} }|&|V_{\mathrm {tb} }|\end{bmatrix}}\approx {\begin{bmatrix}0.974&0.225&0.003\\0.225&0.973&0.041\\0.009&0.040&0.999\end{bmatrix}},}
on Vij representa la tendència d'un quark de sabor i a convertir-se en un de sabor j (o viceversa).
Existeix una matriu equivalent per la força nuclear feble pels leptons, l'anomenada matriu Pontecorvo-Maki-Nakagawa-Sakata (matriu PMNS). Conjuntament, les matrius CKM i PMNS descriuen totes les transformacions de sabor, però la relació entre les dues encara no és clara.

### Força nuclear forta i càrrega de color

Tots els tipus d'hadrons tenen càrrega de color total igual a zero.

El patró de les càrregues fortes per als tres colors de quark, tres antiquarks i vuit gluons (dos d'ells amb càrrega zero superposats).

Segons la cromodinàmica quàntica (CDQ), els quarks posseeixen una propietat anomenada càrrega de color. Hi ha tres tipus de càrrega de color, arbitràriament etiquetats com a blau, verd i vermell. Cada un d'ells està complementat per un anticolor –antiblau, antiverd i antivermell. Cada quark disposa d'un color, mentre que cada antiquark d'un anticolor.
El sistema d'atracció i repulsió entre els quarks carregats amb diferents combinacions dels tres colors s'anomena força nuclear forta, que està intervinguda per les partícules mediadores conegudes com a gluons; això es discuteix detalladament més avall. La teoria que descriu la força nuclear forta s'anomena cromodinàmica quàntica. Un quark, que té una única coloració, pot formar un sistema lligat amb un antiquark de l'anticolor corresponent. El resultat de dos quarks en atracció serà la neutralitat de color: un quark amb càrrega de color ξ i un antiquark amb càrrega de color −ξ resultarà en una càrrega de color de 0 (o color blanc) i la formació d'un mesó. Aquest fet és anàleg a l'addició de colors pròpia de l'òptica bàsica. Similarment, la combinació de tres quarks, cada un amb una càrrega de color diferent; o de tres antiquarks, cada un amb una càrrega d'anticolor diferent, resultarà en la mateixa càrrega blanca de color i en la formació d'un barió o antibarió.
En la física de partícules moderna, les simetries de gauge (un tipus de grup de simetria) relacionen les interaccions entre partícules. El color SU(3) (sovint abreujat SU(3)c) és la simetria de gauge que relaciona la càrrega de color en quarks i és la simetria que defineix la cromodinàmica quàntica. Així com les lleis de la física són independents de quines direccions en l'espai es designen x, y i z i romanen invariants si es giren els eixos, la física de la cromodinàmica quàntica és independent de quines direccions en l'espai tridimensional de color s'identifiquen com a blau, verd i vermell. Les transformacions de color SU(3)c corresponen a «rotacions» en l'espai de color (que, matemàticament parlant, és un espai complex). Cada sabor de quark f, amb els subtipus fB, fG, fR designant els colors de quark, forma una tripleta: un camp quàntic que es transforma sota la representació fonamental de SU(3)c. El requisit que SU(3)c hauria de ser local –això és, que les seves transformacions estiguin permeses de variar amb l'espai i el temps– determina les propietats de la força nuclear forta, en particular l'existència de vuit tipus de gluons que n'actuen com a mediadors.

### Massa

Comparació de les masses de cada quark despullat, amb representades en proporció amb el volum de les boles. Un protó i un electró (en vermell) apareixen representats al cantó inferior esquerre.

Encara que es parla de la massa d'un quark en el mateix sentit que es parla de la massa d'una altra partícula qualsevol, la noció de massa en un quark és ambigua pel fet de no poder-se trobar sol a la naturalesa: en general sempre va acompanyat d'un gluó. Per això s'empren dos termes per referir-se a la massa d'un quark: la massa d'un quark despullat es refereix a la massa d'un quark per si mateix, mentre que la massa constituent d'un quark es refereix a la massa d'un quark despullat més la massa del camp de partícules degut als gluons que l'envolten. Aquestes masses acostumen a tenir valors molt diferents, ja que la major part de la massa d'un hadró prové dels gluons que lliguen els quarks constituents entre si i no dels quarks en si. Si bé els gluons manquen de massa de forma inherent, posseeixen energia –més concretament, energia de lligament de la cromodinàmica quàntica– que és la que contribueix tan enormement a la massa total de l'hadró (vegeu relativitat especial). Per exemple, un protó té una massa aproximadament de 938 MeV/c², de la qual la massa en repòs dels seus tres quarks de valència només contribueix en 11 MeV/c²; la major part de la resta es pot atribuir a l'energia dels gluons.
El model estàndard postula que les partícules elementals deriven les seves masses del mecanisme de Higgs, que està relacionat amb el bosó de Higgs. Els físics confien que una major recerca en les raons de la gran massa del quark cim, ~173 GeV/c² (gairebé la massa d'un àtom d'or), desveli més informació sobre l'origen de la massa dels quarks i les altres partícules elementals.

### Taula de propietats
La taula següent és un sumari de les propietats clau dels sis quarks. Els nombres quàntics amb aroma –isoespín (I₃), encant (C), estranyesa (S, no confongueu amb espín), veritat (T) i bellesa (B′)– estan assignats a un cert sabor de quark i denoten qualitats de sistemes formats per quarks i hadrons. El nombre bariònic (B) és +1⁄3 per a tots els quarks, ja que els barions estan formats per tres quarks. En el cas dels antiquarks, la càrrega elèctrica (Q) i tots els nombres quàntics amb aroma (B, I₃, C, S, T, and B′) són del signe oposat. La massa i el moment angular total (J; igual a l'espín en el cas de les partícules puntuals) no canvien de signe pels antiquarks.
| Nom               | Símbol | Massa (MeV/c²)*   | J   | B    | Q    | I₃   | C  | S  | T  | B′ | Antipartícula | Símbol de l'antipartícula |
| ----------------- | ------ | ----------------- | --- | ---- | ---- | ---- | -- | -- | -- | -- | ------------- | ------------------------- |
| Primera generació |        |                   |     |      |      |      |    |    |    |    |               |                           |
| Quark u           | u      | 2,2±0,7 ± 0,5     | 1⁄2 | +1⁄3 | +2⁄3 | +1⁄2 | 0  | 0  | 0  | 0  | Antiquark u   | u                         |
| Quark d           | d      | 4,8±0,5 ± 0,3     | 1⁄2 | +1⁄3 | −1⁄3 | −1⁄2 | 0  | 0  | 0  | 0  | Antiquark d   | d                         |
| Segona generació  |        |                   |     |      |      |      |    |    |    |    |               |                           |
| Quark c           | c      | 1.270±20          | 1⁄2 | +1⁄3 | +2⁄3 | 0    | +1 | 0  | 0  | 0  | Antiquark c   | c                         |
| Quark s           | s      | 93,4+8,6 −3,4     | 1⁄2 | +1⁄3 | −1⁄3 | 0    | 0  | −1 | 0  | 0  | Antiquark s   | s                         |
| Tercera generació |        |                   |     |      |      |      |    |    |    |    |               |                           |
| Quark t           | t      | 172.690±510 ± 710 | 1⁄2 | +1⁄3 | +2⁄3 | 0    | 0  | 0  | +1 | 0  | Antiquark t   | t                         |
| Quark b           | b      | 4.180+30 −20      | 1⁄2 | +1⁄3 | −1⁄3 | 0    | 0  | 0  | 0  | −1 | Antiquark b   | b                         |

## Etimologia
Segons Markus Thoma, Murray Gell-Mann (Premi Nobel del 1969) hauria creat la paraula quark fent referència a uns versos de James Joyce (1882-1941), inclosos en la novel·la Finnegans Wake, en què es pot llegir: Three quarks for Muster Mark. El significat d'aquesta paraula no està gens clar. Joyce podria haver convertit quart (un quart de litre), en quark, per la seva semblança fonètica, però també es podria tractar de squawk, que significa 'grall', o podria fer referència al formatge untable en porcions triangulars, que ha inspirat també les fitxes del Trivial Pursuit. Mentre Richard Feynman hi proposà parton al·ludint a Dolly Parton, la cantant de country.